# Sońsk (gemeente)
De gemeente Sońsk is een landgemeente in het Poolse woiwodschap Mazovië, in powiat Ciechanowski.
De zetel van de gemeente is in Sońsk.
Op 30 juni 2004 telde de gemeente 8177 inwoners.

## Oppervlakte gegevens
In 2002 bedroeg de totale oppervlakte van gemeente Sońsk 154,99 km², waarvan:
- agrarisch gebied: 84%
- bossen: 10%

De gemeente beslaat 14,59% van de totale oppervlakte van de powiat.

## Demografie
Stand op 30 juni 2004:
| Omschrijving                   | Totaal | Totaal | Vrouwen | Vrouwen | Mannen | Mannen |
| ------------------------------ | ------ | ------ | ------- | ------- | ------ | ------ |
| eenheid                        | aantal | %      | aantal  | %       | aantal | %      |
| inwoners                       | 8177   | 100    | 4070    | 49,8    | 4107   | 50,2   |
| bevolkingsdichtheid (inw./km²) | 52,8   | 52,8   | 26,3    | 26,3    | 26,5   | 26,5   |

In 2002 bedroeg het gemiddelde inkomen per inwoner 1308,55 zł.

## Administratieve plaatsen (sołectwo)
Bądkowo, Bieńki-Karkuty, Bieńki-Śmietanki, Burkaty, Chrościce, Cichawy, Ciemniewko, Ciemniewo, Damięty-Narwoty, Drążewo, Gąsocin, Gołotczyzna, Gutków, Kałęczyn, Komory Błotne, Komory Dąbrowne, Kosmy-Pruszki, Koźniewo-Łysaki, Koźniewo Średnie, Koźniewo Wielkie, Łopacin, Marusy, Mężenino-Węgłowice, Niesłuchy, Olszewka, Ostaszewo, Pękawka, Sarnowa Góra, Skrobocin, Soboklęszcz, Sońsk, Spądoszyn, Strusin, Strusinek, Szwejki, Ślubowo, Wola Ostaszewska.

## Overige plaatsen
Bieńki-Skrzekoty, Bratne, Chrościce-Łyczki, Dziarno, Janówek, Marianowo, Pogąsty.

## Aangrenzende gemeenten
Ciechanów, Gołymin-Ośrodek, Gzy, Nowe Miasto, Ojrzeń, Sochocin, Świercze